# Brividi e guai
Brividi e guai è un singolo della cantante italo-algerina Karima, pubblicato il 19 marzo 2010 dalla Sony BMG.

## Descrizione
Il singolo è stato presentato il 24 aprile nel programma televisivo italiano Top of the Pops.
Il brano in realtà avrebbe dovuto far parte un anno prima dell'EP Noemi dell'omonima cantante; prima della messa in commercio, avvenuta il 24 aprile 2009, Noemi decise di sostituire la traccia con Credo a ciò che vedo. Sono infatti chiaramente riconoscibili i cori della versione originale, cantati da Noemi e mantenuti nella versione definitiva di Karima.

## Tracce
Testi e musiche di Francesco Sighieri, Diego Calvetti e Marco Ciappelli.
1. Brividi e guai – 4:04